# فرودگاه کلاکاماس هایتس
فرودگاه کلاکاماس هایتس (به انگلیسی: Clackamas Heights Airport) یک فرودگاه خصوصی است که یک باند فرود آسفالت و چمن دارد و طول باند آن ۶۴۰ متر است. این فرودگاه در کشور ایالات متحده آمریکا قرار دارد و در ارتفاع ۱۶۶ متری از سطح دریا واقع شده‌است.